# McMurtry Spéirling Pure
La McMurtry Spéirling Pure est une supercar électrique produite par le constructeur automobile britannique McMurtry Automotive à 100 exemplaires à partir de 2024.

## Présentation
En juillet 2021, McMurtry Automotive dévoile la Spéirling, un prototype de véhicule électrique permettant de démontrer les compétences de la startup. 
En juillet 2022, le prototype prévu pour rouler sur circuit est présenté au festival de vitesse de Goodwood où, piloté par Max Chilton, il bat le record de la course de côte,. Les sollicitations de riches clients potentiels ont conduit la startup à devenir constructeur automobile en produisant le véhicule en série.
Le 21 juin 2023, McMurtry Automotive présente la version de série de sa monoplace, produite à partir de 2024 en 100 exemplaires, pour un usage uniquement sur piste et un prix d'un peu plus d'un million d'euros,.

## Caractéristiques techniques

### Motorisations
La Spéirling Pure est dotée de deux moteurs électriques positionnés à l'arrière (propulsion) développant une puissance totale de 745 kW (1 013 ch), alimentés par une batterie d'une capacité de 60 kWh.

## Records

### Festival de vitesse de Goodwood
Le 26 juin 2022, lors du Goodwood Festival of Speed en Angleterre, le prototype McMurtry Spéirling a battu le record du tour de la Goodwood Hill Climb en 39,081 s aux mains du pilote britannique Max Chilton. Le record était détenu depuis l'édition 2019 par Romain Dumas avec la Volkswagen ID.R, un sport-prototype électrique, sur les 1,86 km de la piste. La monoplace est équipée d'une turbine qui génère plus d'appui au sol qu'une Formule 1, comme la GMA T.50.

### Roulage à l'envers
Le 11 avril 2025, la McMurtry Spéirling PURE Validation Prototype 1 (VP1), avec au volant Thomas Yates, cofondateur de McMurtry Automotive, roule 5 secondes à l'envers,.

### Top Gear
Le 11 avril 2025, la McMurtry Spéirling, pilotée par le Stig, établit un nouveau record du  circuit de  Top Gear, reléguant la Renault R24 à plus de 3 s. La Formule 1 détenait le record depuis 2004, année où Renault termina 3e du championnat des constructeurs avant de le remporter en 2005 et 2006. 